# Otto Posse

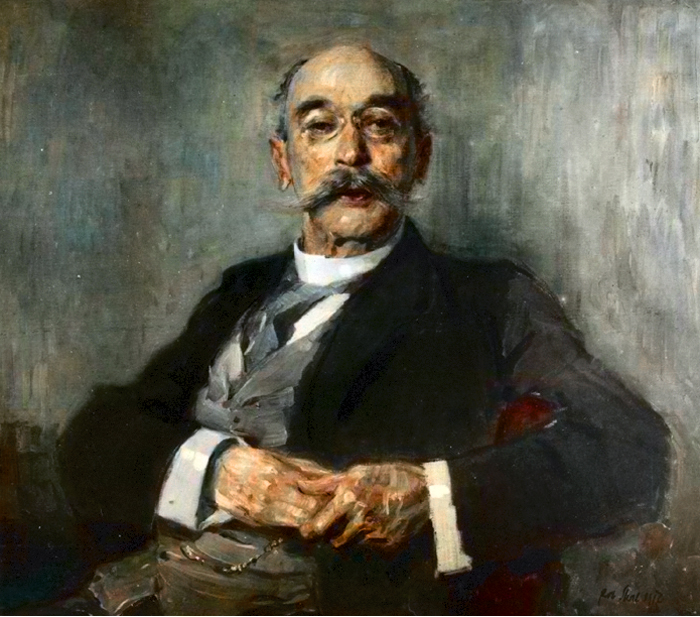
Otto Posse, målning av Robert Sterl (1917).

Otto Adalbert Posse, född 29 juli 1847 i Weißensee, Thüringen, död 13 november 1921 i Dresden, var en tysk arkivarie.
Posse var 1872–1873 anställd vid statsarkivet i Marburg och 1873–1874 vid statsarkivet i Weimar samt blev 1874 ämbetsman vid Hauptstaatsarchiv i Dresden, vars direktor han blev 1906. 
Utöver många arbeten inom genealogins och sfragistikens områden författade Posse handboken Die Lehre von den Privaturkunden (1887) och ledde från 1881 utgivningen av urkundssamlingen "Codex diplomaticus Saxoniæ regiæ". Han inlade betydande förtjänster om utvecklandet av metoderna för konservering av gamla handskrifter.